# Amblève (rivière)
Pour les articles homonymes, voir Amblève.
L’Amblève (en allemand Amel) est une rivière de Belgique, affluent en rive droite de l’Ourthe et donc sous-affluent de la Meuse. Elle coule entièrement en province de Liège (en Région Wallonne de Belgique).

## Étymologie

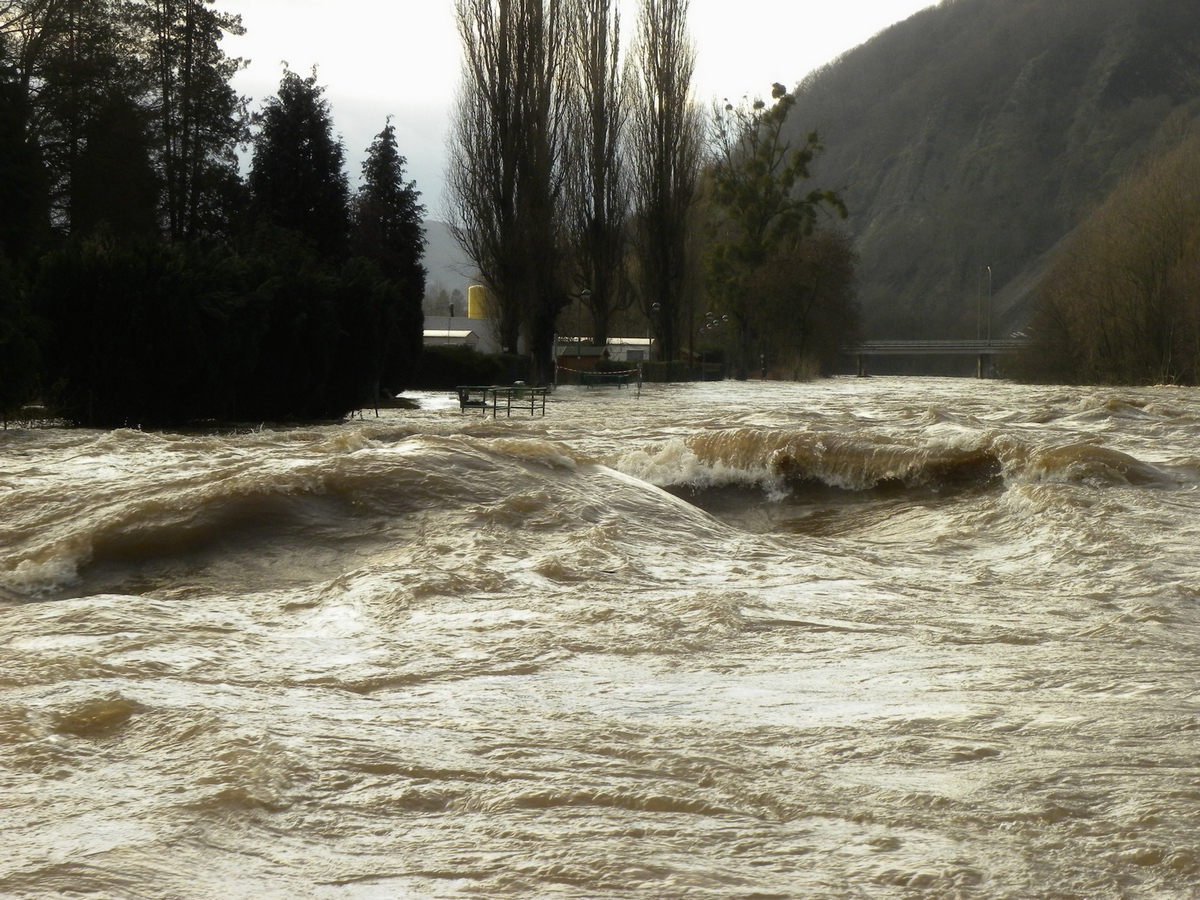
L'Amblève en crue à Remouchamps en 2011.

Le nom germain signifierait « rivière des aulnes » (ambla = « aulne » et ah va = « eau »). 

## Débit
Le débit moyen observé à Comblain-au-Pont entre 1995 et 2004 est de 19,5 m3/s. Durant la même période on a enregistré :
- un maximum moyen de 24,96 m3/s en 2002 ;
- un minimum moyen de 11,4 m3/s en 1996.

## Géographie
L'Amblève prend sa source en Ardenne entre Hepscheid (commune d’Amblève) et Honsfeld (commune de Bullange), aux confins du parc naturel des Hautes Fagnes - Eifel, à une altitude d’environ 600 mètres. Elle s'appelle alors Amel puisqu'elle coule alors en Communauté germanophone de Belgique. Elle s'oriente globalement vers l'ouest.
Après avoir effectué la plus grande partie de son cours en Ardenne, elle franchit brièvement la bande calcaire de la Calestienne à Remouchamps avant de pénétrer en Condroz oriental jusqu'à son confluent avec l’Ourthe à Douxflamme à proximité de Comblain-au-Pont. 
L'Amblève se jette en rive droite de l'Ourthe en divisant son cours en trois bras. 
Dans la majeure partie de son cours, l'Amblève a creusé une vallée profonde dont les versants souvent abrupts ne se prêtent guère à l'agriculture et sont souvent recouverts de forêts. Dans son cours inférieur, en Condroz, la roche est ou a été exploitée dans les carrières de Belle-Roche, Chambralles ou Raborive.

## Affluents
Les principaux affluents de l’Amblève sont :
- le Rechterbach ou ru de Recht, en rive gauche, arrosant Recht
- la Warche, en rive droite, passant notamment à Malmedy
- l’Eau Rouge, en rive droite, qui accueille le circuit automobile de Spa-Francorchamps dans sa vallée et qui a donné son nom au raidillon de l'Eau Rouge
- la Salm, en rive gauche, arrosant Vielsalm
- le Roannay, en rive droite, arrosant Moulin du Ruy
- la Lienne, en rive gauche, issue de la région de Lierneux
- la Chefna, en rive droite aux Fonds de Quareux
- le Ninglinspo, en rive droite, et son parcours touristique
- le Rubicon, en rive droite, rivière souterraine qui a formé les grottes de Remouchamps. Celles-ci, ouvertes au public depuis 1912, offrent sur plus de 600 mètres la plus longue navigation souterraine du monde.
- le ruisseau du Fond de Harzé en rive gauche, confluent à Aywaille

## Sites célèbres
Au village de Coo, entre Trois-Ponts et Stoumont, un méandre recoupé de la rivière donne naissance à la cascade de Coo, la plus grande chute d’eau de Belgique. Le méandre mort sert par ailleurs de bassin inférieur à la centrale hydroélectrique de Coo.
Une curiosité à Lorcé est son barrage de conception atypique, situé au lieu-dit « Fange-Naze » ou « Fagne-Naze ». Érigé entre 1928 et 1932, celui-ci est destiné à retenir environ 50 000 m3 d’eau. Cette eau est alors canalisée dans un tunnel percé de niveau dans la colline sur 3 460 mètres pour ensuite faire une chute de 40 mètres dans les turbines de la centrale électrique de « Heid de Goreux » à Nonceveux dans la commune d’Aywaille.
A Remouchamps, l'Amblève traverse ou longe quatre sites exceptionnels : 
- les fonds de Quareux qui relèvent du patrimoine majeur de Wallonie
- le ruisseau du Ninglinspo
- les grottes de Remouchamps
- la réserve naturelle de la Heid des Gattes (entre Remouchamps et Aywaille).

En rive droite, aux environs de Sprimont, se trouve le site de la Belle-Roche, caverne fossile et plus ancien lieu connu d’occupation humaine du Benelux (environ 500 000 ans).

## Communes et villages arrosés
Les communes arrosées par l’Amblève sont Amblève, Waimes, Malmedy, Stavelot, Trois-Ponts, Stoumont, Aywaille, Sprimont et Comblain-au-Pont.
Les villes, villages et hameaux traversés par la rivière sont Halenfeld, Valender, Amel (Amblève), Deidenberg, Montenau, Ligneuville, Pont, Lasnenville, Planche, Bellevaux, Warche, Stavelot, Trois-Ponts, Coo, Roanne-Coo, La Gleize, Monceau, Cheneux, Stoumont, Targnon, Naze (Pont de Lorcé), Quarreux, Sedoz, Nonceveux, Sougné-Remouchamps, Dieupart, Aywaille, Raborive, Martinrive, Halleux, Pont-de-Sçay et Douxflamme (Rivage).

## Côtes
Très encaissée, la vallée de l'Amblève est bien connue des cyclistes et des cyclotouristes. Ses côtes sont parmi les plus exigeantes de Belgique. La classique Liège-Bastogne-Liège en empruntent régulièrement certaines :
- Côte de la Haute-Levée à Stavelot
- Côte de Stockeu  à Stavelot
- Thier de Coo
- Col du Rosier à La Gleize
- Côte de la Vecquée à Stoumont
- Côte de Lorcé
- Côte de La Redoute à Remouchamps
- Côte de Chambralles à Aywaille
- Côte d'Oneux à Comblain-au-Pont
- Côte de Fraiture

## Galerie de photos

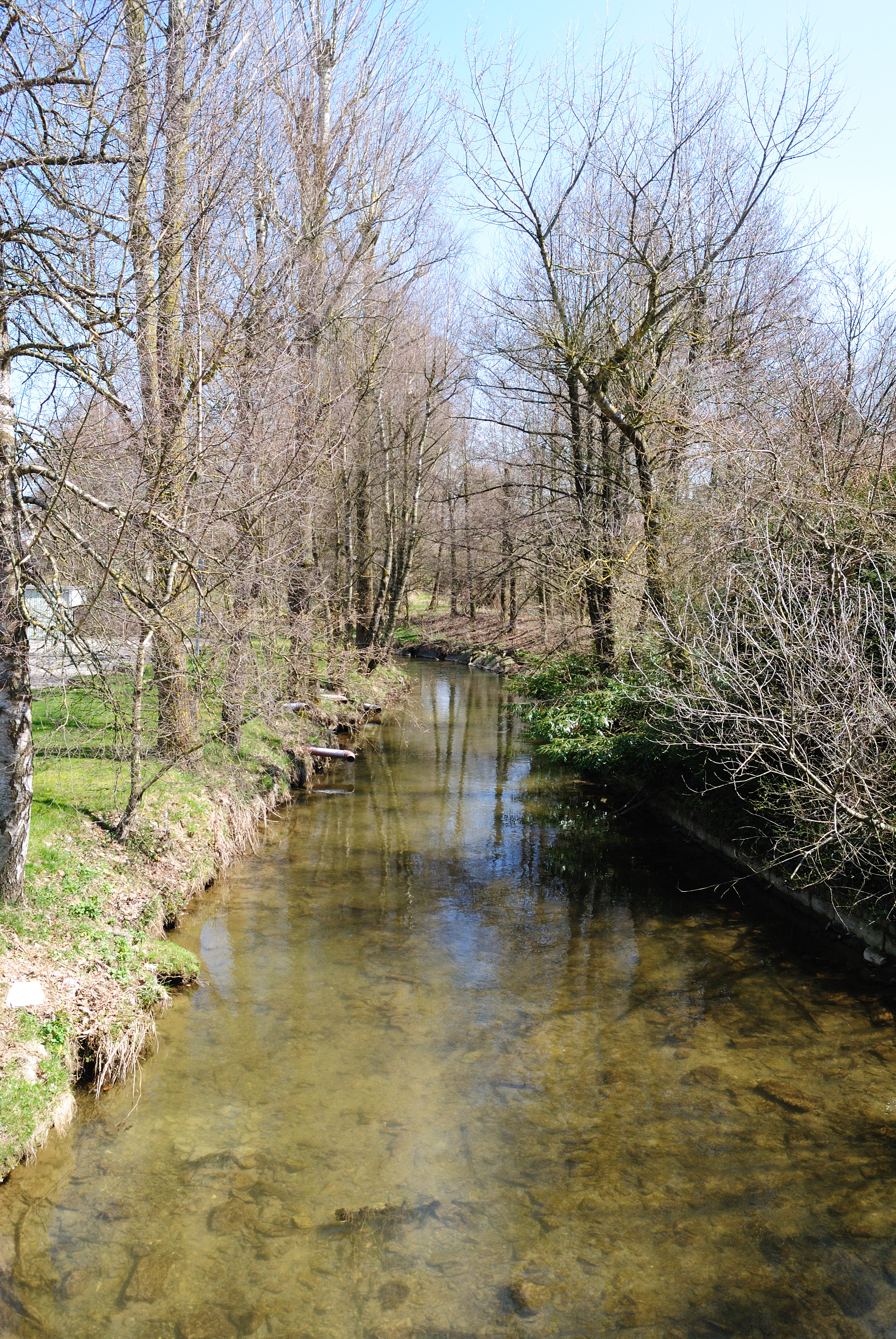
L'Amblève dans le village d'Amblève (Amel)
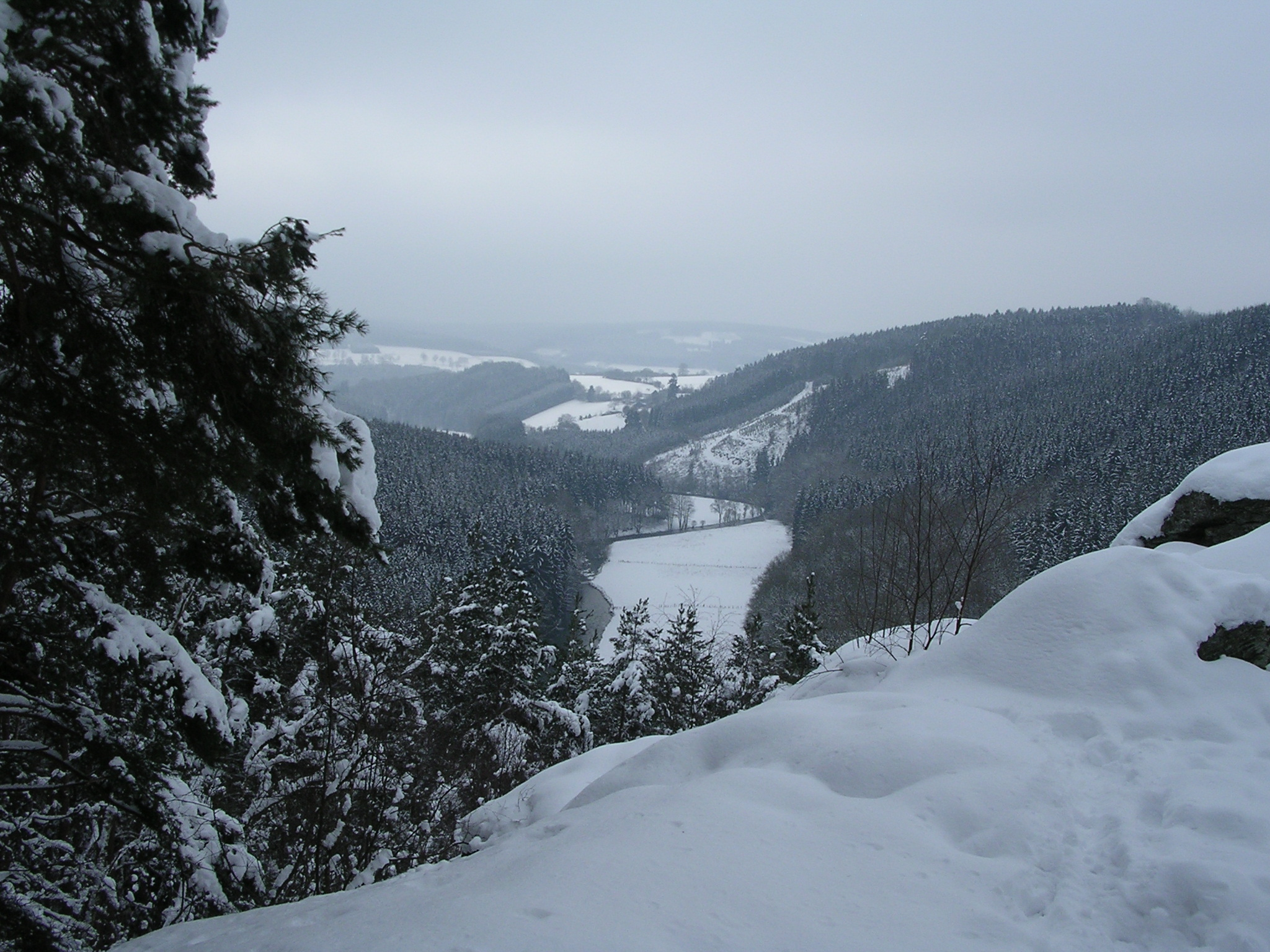
Rocher de Falize à Malmedy
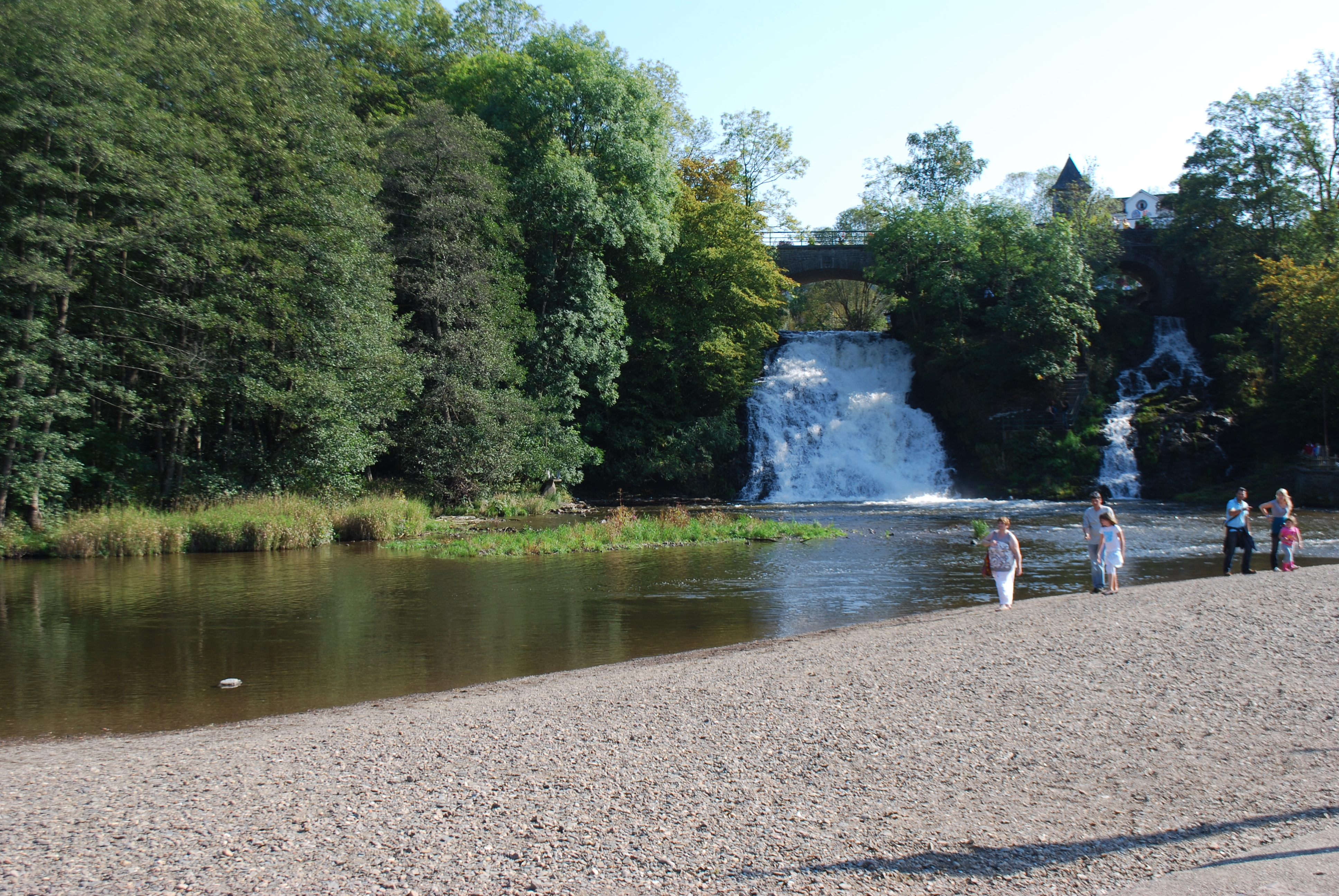
La cascade de Coo
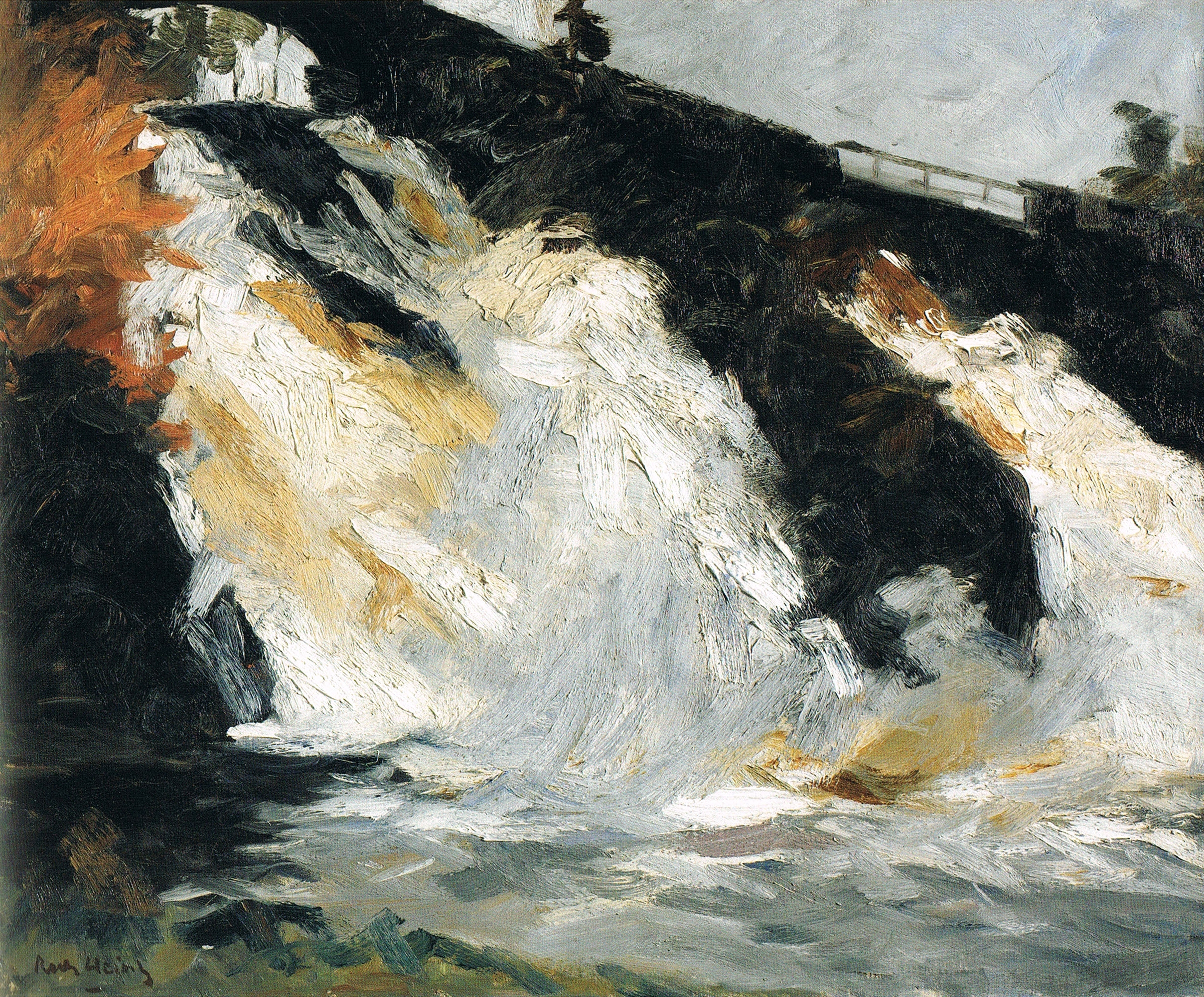
Richard Heintz : La cascade de Coo
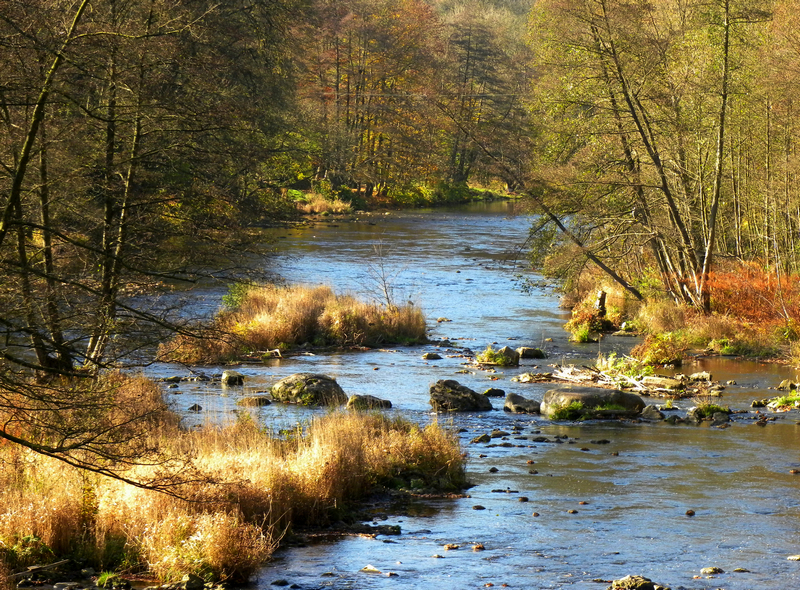
L’Amblève à Nonceveux
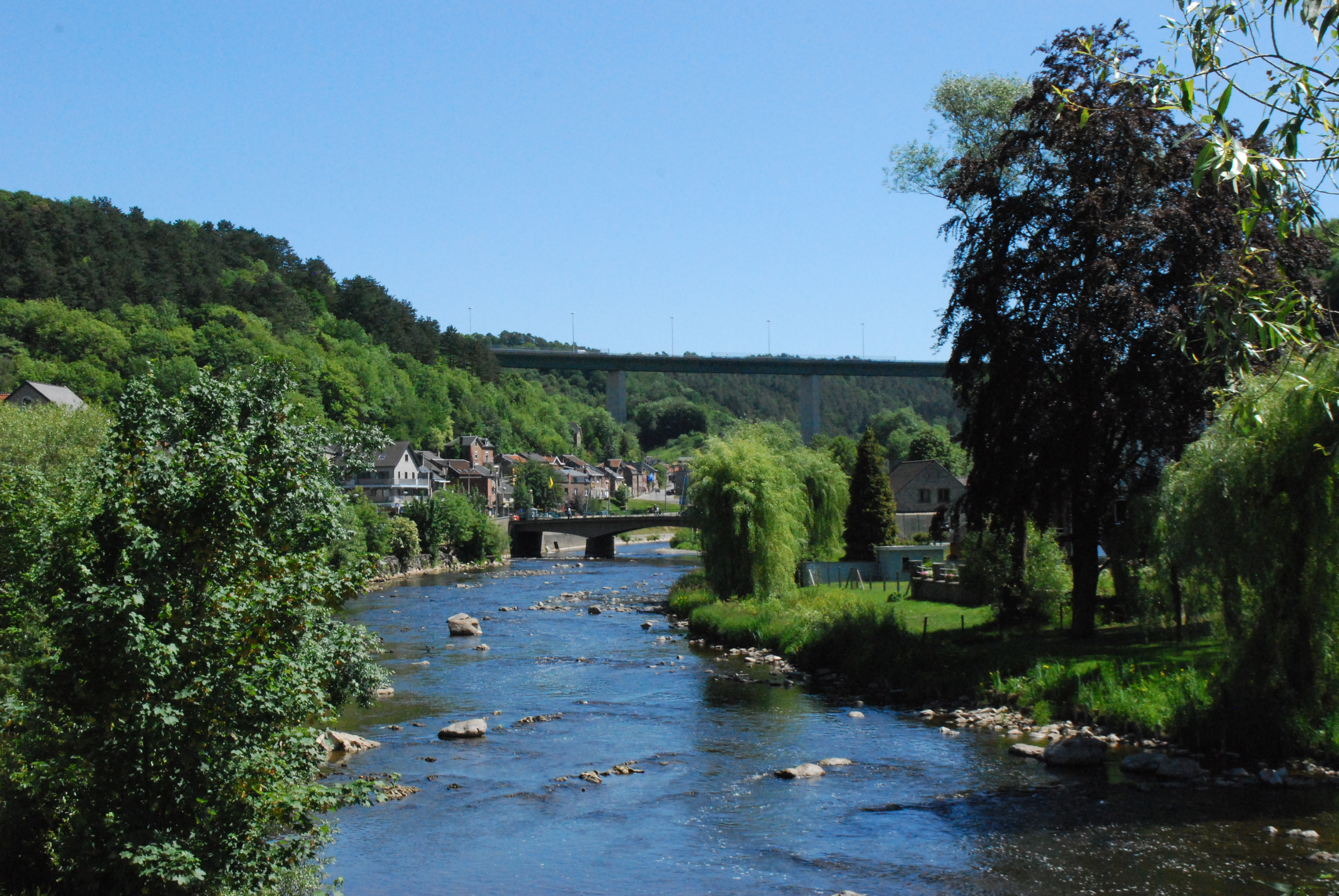
L'Amblève à Remouchamps
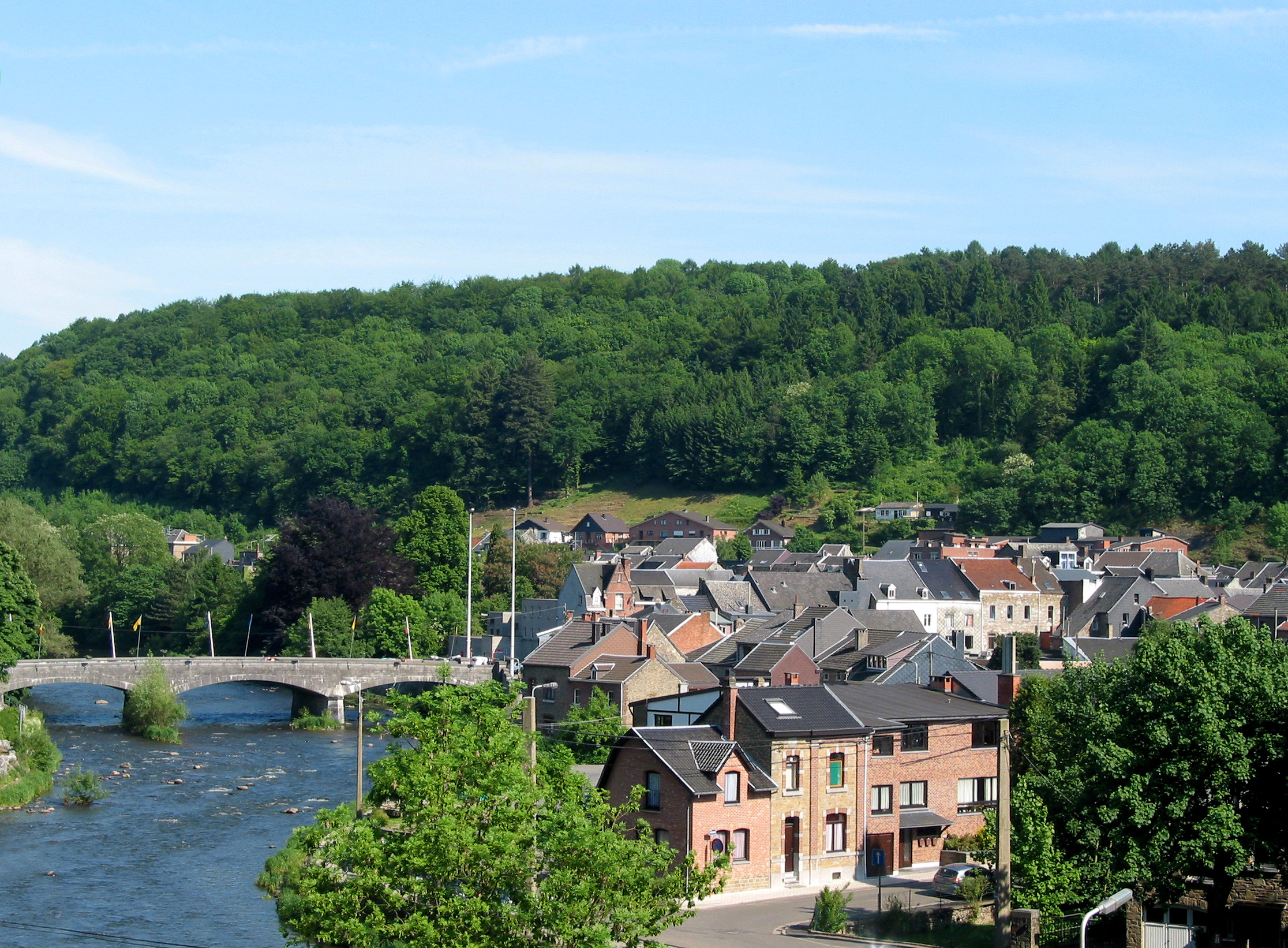
Le pont sur l'Amblève à Aywaille